# تی‌آرتی ۲
تی‌آرتی ۲ یک کانال تلویزیونی با موضوع فرهنگ و هنر ترکیه است.

## مقدمه
تی‌آرتی ۲ پخش آزمایشی را از ۱۵ سپتامبر ۱۹۸۶ با عنوان «کانال دو» آغاز کرد و هم‌اکنون دومین شبکه تلویزیونی پرتماشاگر ت‌رت است. برنامه‌های تی‌آرتی ۲ شامل آموزش، فرهنگی (مستند، هنر، برنامه‌های فرهنگی و مباحث)، اخبار، ورزش، موسیقی متنوع بین‌المللی، درام (سریال درام و اقتباسی، آثار منتخب از سینمای ترکیه و جهان، کارتون و سریال برای کودکان) است.